# Landelijke suite (Boedijn)
Landelijke suite - Pastoral Suite, op. 123 is een compositie voor harmonieorkest of fanfareorkest van de Nederlandse componist Gerard Boedijn. Dit werk werd gecomponeerd in opdracht van de Nederlandse overheid.